# Goodyerinae
Sous-tribu
Les Goodyerinae sont une sous-tribu de plantes à fleurs de la famille des Orchidaceae (Orchidées), de la sous-famille des Orchidoideae et de la tribu des Cranichideae.
Le genre type est Goodyera.

## Liste des genres
- Aenhenrya
- Anoectochilus
- Aspidogyne
- Bidoupia
- Chamaegastrodia
- Cheirostylis
- Cyrtorchis
- Danhatchia
- Dossinia
- Erythrodes
- Eurycentrum
- Gonatostylis
- Goodyera
- Halleorchis
- Herpysma
- Hetaeria
- Hylophila
- Kreodanthus
- Kuhlhasseltia
- Lepidogyne
- Ludisia
- Macodes
- Microchilus
- Myrmechis
- Odontochilus
- Orchipedum
- Pachyplectron
- Papuaea
- Platylepis
- Rhomboda
- Schuitemania
- Stephanothelys
- Vrydagzynea
- Zeuxine

## Publication originale
- (de) Klotzsch J.F., 1846. Getreue Darstellung und Beschreibung der in der Arzneykunde Gebräuchlichen Gewächse (Getreue Darstell. Gew.), 14: pl. 24.